# Zone de secours Brabant flamand Ouest
(nl) Hulpverleningszone West Vlaams-Brabant
La zone de secours Brabant Flamand Ouest, en néerlandais Hulpverleningszone Vlaams-Brabant West, est l'une des 34 zones de secours de Belgique et l'une des 2 zones de la province du Brabant flamand.

## Caractéristiques

### Communes protégées
La zone de secours Brabant Flamand Ouest couvre les 33 communes suivantes: 
Affligem, Asse, Beersel, Biévène, Dilbeek, Drogenbos, Gammerages, Gooik, Grimbergen, Hal, Herne, Kapelle-op-den-Bos, Kortenberg, Kraainem, Lennik, Liedekerke, Linkebeek, Londerzeel, Machelen, Meise, Merchtem, Opwijk, Pepingen, Roosdaal, Rhode-Saint-Genèse, Leeuw-Saint-Pierre, Steenokkerzeel, Ternat, Vilvorde, Wemmel, Wezembeek-Oppem, Zaventem et Zemst.

## Casernes
La zone de secours Brabant Flamand Ouest se compose de 9 postes : Asse, Dilbeek, Hal, Lennik, Londerzeel, Opwijk, Tollembeek, Vilvorde et Zaventem. L'état-major se trouve à Liedekerke dans l’ancienne caserne de la protection civile.

## Galerie de photographies

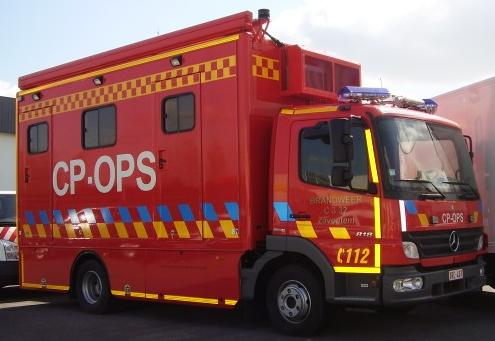
Véhicule poste de commandement opérationnel (CP-OPS) des pompiers de la caserne de Zaventem.
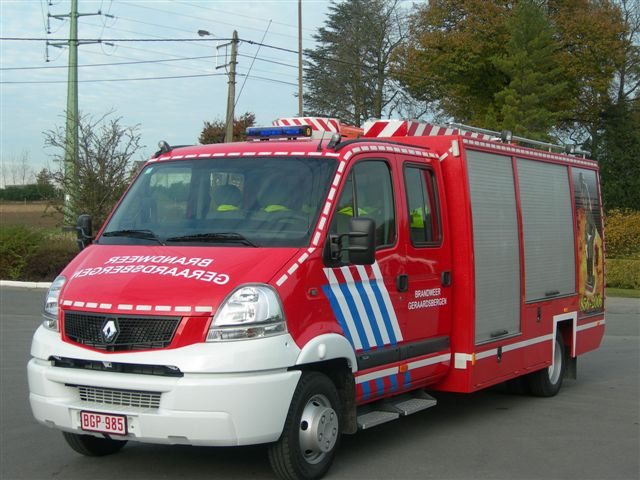
Véhicule des pompiers de Grammont sur châssis Renault Master.
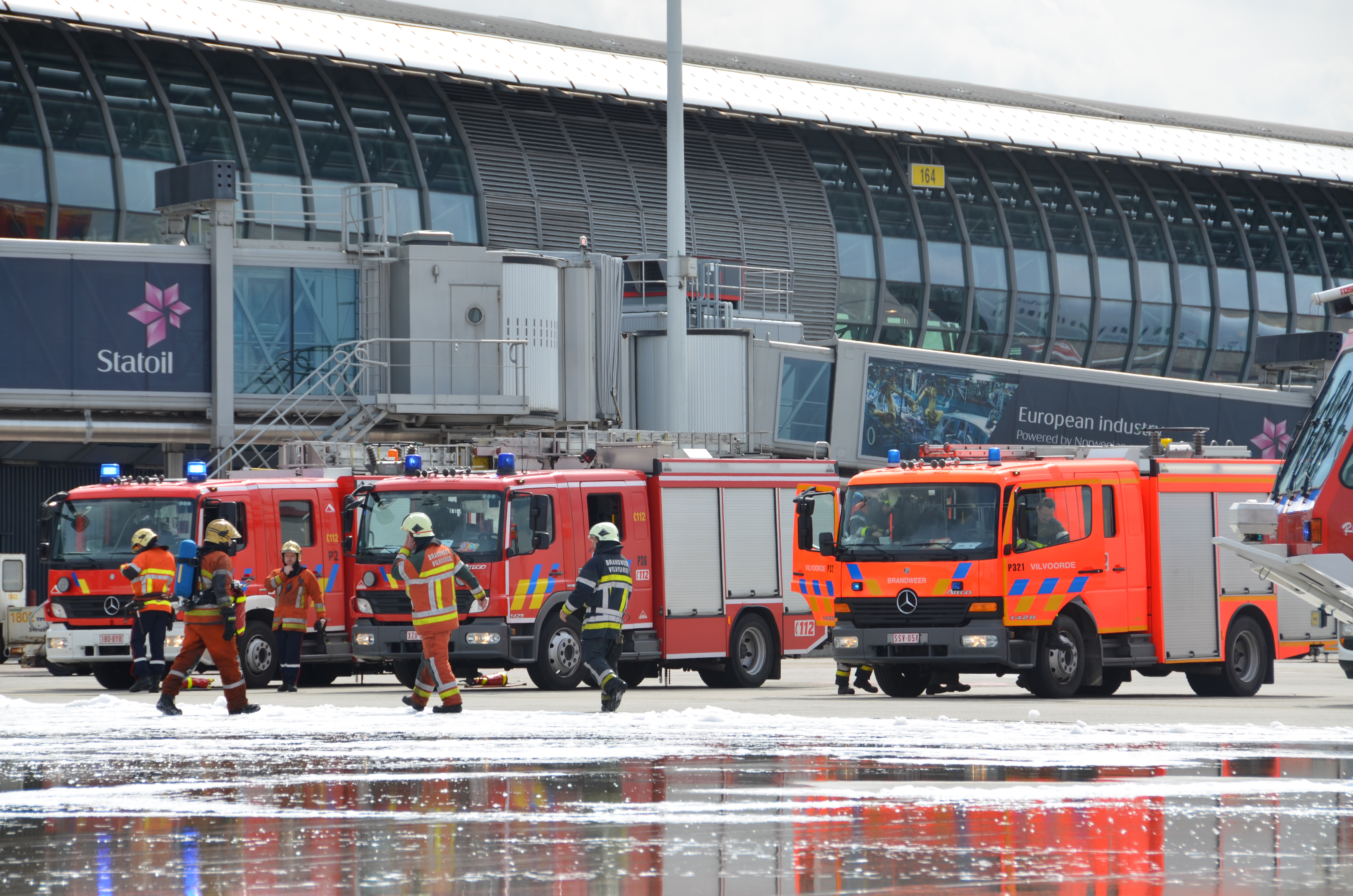
Une autopompe des pompiers de Vilvorde avec celles des pompiers de Bruxelles, lors d'un exercice catastrophe à l'aéroport de Bruxelles, en 2013
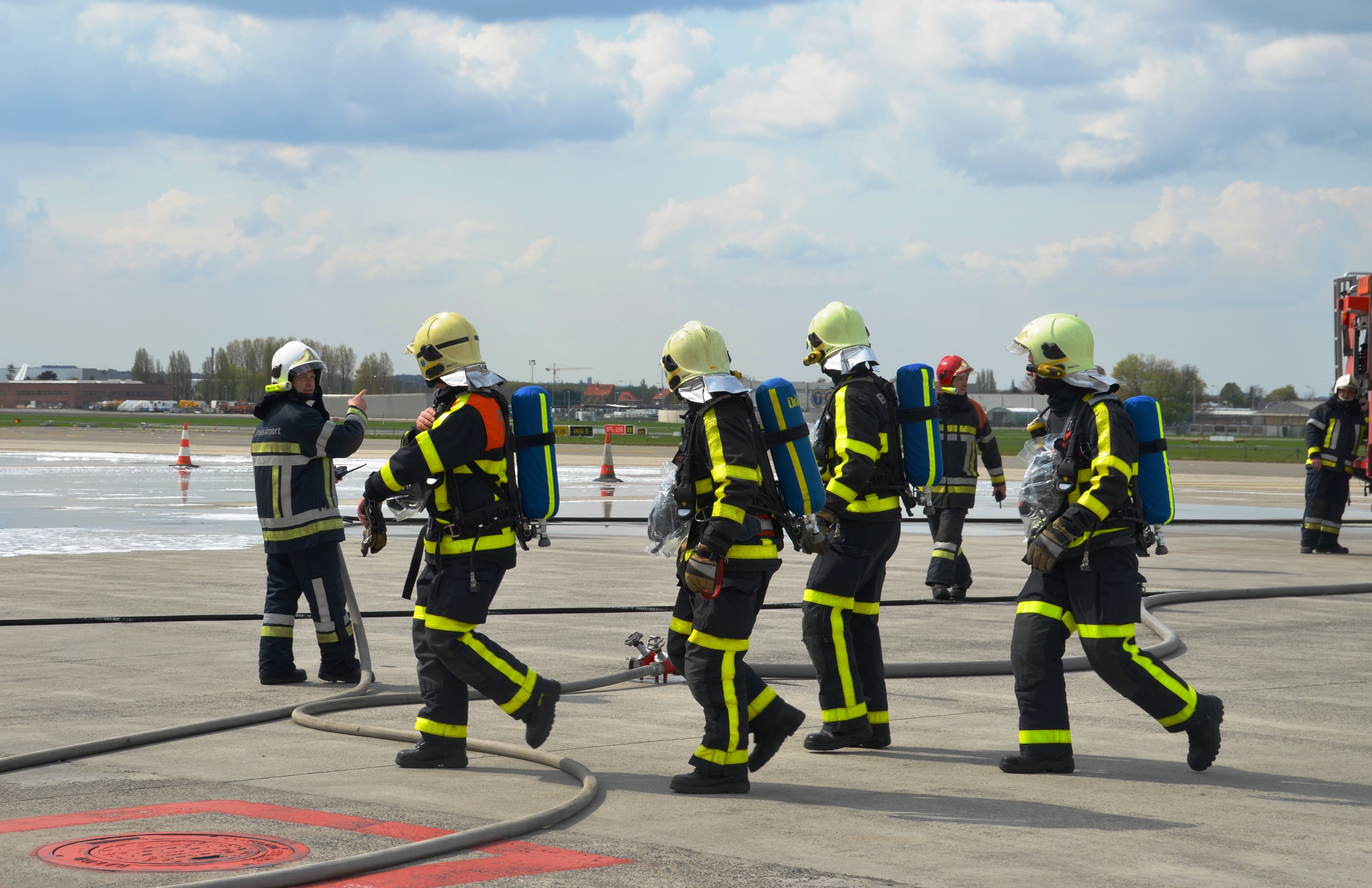
Plusieurs pompiers de Zaventem en tenue de feu lors d'un exercice catastrophe à l'aéroport de Bruxelles, en 2013.